# غلاوبر سيكويرا
غلاوبر سيكويرا دوس سانتوس (مواليد 22 مايو 2000، لاعب كرة قدم إماراتي من أصل برازيلي يجيد اللعب كمدافع مع نادي النصر في دوري الخليج العربي الإماراتي كلاعب مقيم .
مثل بوتافوغو في الفئات السنية و احترف في الإمارات في نادي النصر في عام 2020 و حصل على الجنسية الإماراتية في عام 2023.